# Småselen (Jörns socken, Västerbotten, 723417-169796)
Småselen är en sjö i Skellefteå kommun i Västerbotten och ingår i Kågeälvens huvudavrinningsområde.